# Волнение сердца
«Волнение сердца» (Gunde Jaari Gallanthayyinde, также неофициально известен как «Моё сердце очень сильно забилось») — индийский фильм режиссёра Виджая Кумара Конды на языке телугу, вышедший в прокат 19 апреля 2013 года.
Герой фильма решает сблизиться с понравившейся девушкой по телефону, но из-за ошибки набирает другой номер и завязывает отношения совсем с другой. Главные роли в фильме исполнили Нитин и Нитья Менон.
Картина стала одни из самых кассовых фильмов года на телугу и принесла Filmfare Awards South исполнительнице главной женской роли. В 2015 был переснят на языке каннада под названием Khushi Khushiyagi, на языке одия Bindass Romeo и на языке манипури Nungshi Feijei.
Перевод и озвучивание фильма на русский язык осуществлен по заказу компании Ред Медиа для показа на канале Индия ТВ.

## Сюжет
На свадьбе своего друга Панду, Картик встречает прекрасную незнакомку, которая оказывается подругой невесты. Герой просит приятеля раздобыть телефон понравившейся ему девушки, но тот путается и дает ему совсем другой номер. Позвонив по нему, Картик начинает общаться со Шравани. Ему удается заинтересовать девушку, и постепенно она влюбляется в него. Тем временем, другой друг Картика, Мадху, рассказывает о понравившейся ему девушке Шрути и просит помочь добиться взаимности. Картик соглашается, не зная, что Шрути и есть понравившаяся ему на свадьбе незнакомка.
Когда правда открывается, Картик понимает, что всё это время общался с другой девушкой. Он объясняет всё Шравани, но та остается уязвленной таким отношением к ней. Она решает отыграться и уговаривает своего отца устроить её на работу начальником Картика. Тот продолжает изредка звонить Шравани, не зная, что теперь каждый день видит её на работе. Он также рассказывает ей по телефону, что ему начинает нравиться его начальница. Тогда Шравани решает, что Картик должен сделать ей предложение, чтобы она могла ему отказать и причинить такую же боль, что он причинил ей.

## В ролях
- Нитин — Картик
- Нитья Менон[англ.] — Шравани
- Иша Талвар[англ.] — Шрути
- Али[англ.] — Панду
- Мадхунандан[англ.] — Мадху
- Ахути Прасад — отец Шравани
- Тагуботу Рамеш[англ.] — приятель Картика
- Рагху Бабу[англ.] — бандит, нанятый Панду
- Дувваси Мохан[англ.] — бандит, нанятый Панду
- Джвала Гутта[англ.] — танцовщица в песне «Ding Ding Ding»

## Саундтрек
Релиз музыкального альбома к фильму состоялся 27 марта 2013 года.
| №                   | Название                                        | Текст песни         | Исполнители                                                    | Длительность |
| ------------------- | ----------------------------------------------- | ------------------- | -------------------------------------------------------------- | ------------ |
| 1.                  | «Gunde Jaari Gallanthayyinde»                   | Кришна Чайтанья     | Ануп Рубенс, Шравани, хор                                      | 4:08         |
| 2.                  | «Thu Hi Rey»                                    | Кришна Чайтанья     | Никхил де Соуза, Нитья Менон                                   | 4:08         |
| 3.                  | «Ding Ding Ding»                                | Кришна Чайтанья     | Нитин, Чаитра, Ранджит, Ануп Рубенс, Дханаджай, Тагуботу Рамеш | 4:35         |
| 4.                  | «Neve Neve»                                     | Кришна Чайтанья     | Аднан Сами                                                     | 4:17         |
| 5.                  | «Yemaindho Yemo EE Vela»                        | Бхувана Чандра      | Рамки                                                          | 4:33         |
| 6.                  | «Gunde Jaari Gallanthayyinde» (Rubens Club Mix) |                     |                                                                | 4:21         |
| Общая длительность: | Общая длительность:                             | Общая длительность: | Общая длительность:                                            | 24:22        |

## Критика
| Рейтинги           | Рейтинги |
| Издание            | Оценка |
| ------------------ | --- |
| The Times of India | 3 из 5 звёзд · 3 из 5 звёзд · 3 из 5 звёзд · 3 из 5 звёзд · 3 из 5 звёзд |
| Idlebrain.com      | 3,25 из 5 звёзд · 3,25 из 5 звёзд · 3,25 из 5 звёзд · 3,25 из 5 звёзд · 3,25 из 5 звёзд                                                                                           |
| 123telugu.com      | 3,5 из 5 звёзд · 3,5 из 5 звёзд · 3,5 из 5 звёзд · 3,5 из 5 звёзд · 3,5 из 5 звёзд                                                                                                |
| fullhyd.com        | 6,5 из 10 звёзд · 6,5 из 10 звёзд · 6,5 из 10 звёзд · 6,5 из 10 звёзд · 6,5 из 10 звёзд · 6,5 из 10 звёзд · 6,5 из 10 звёзд · 6,5 из 10 звёзд · 6,5 из 10 звёзд · 6,5 из 10 звёзд |

Картик Пасупате из The Times of India в своей рецензии написал: «за исключением нескольких неприятных шуток про геев, юмор довольно не избитый и самобытный до самого конца фильма. Что ещё более важно, шутки являются неотъемлемой частью превратностей судьбы в повествовании, что является большой редкостью для кинематографа телугу в эти дни».
В отзыве Idlebrain.com картина была названа простым фильмом, который работает за счёт впечатляющего сценария и развлечения зрителей.
123telugu.com вынес вердикт о том, что «Волнение сердца» — красиво написанная и хорошо оформленная романтическая комедия, отметив превосходное взаимодействие между Нитином и Нитьей.
Рави Кандала с сайта fullhyd.com охарактеризовал фильм как освежающее летнее развлечение, отдельно похвалив работу Нитина в музыкальном номере «Un Dos Tres».

## Награды и номинации
| Награды и номинации | Награды и номинации            | Награды и номинации               | Награды и номинации                         | Награды и номинации | Награды и номинации |
| Дата                | Награда                        | Категория                         | Номинант                                    | Результат           | Ссылка              |
| ------------------- | ------------------------------ | --------------------------------- | ------------------------------------------- | ------------------- | ------------------- |
| 12 июля 2014        | Filmfare Awards South (Телугу) | Лучшая женская роль               | Нитья Менон                                 | Победа              | [ 8 ]               |
| 12 июля 2014        | Filmfare Awards South (Телугу) | Лучший фильм                      |                                             | Номинация           | [ 9 ]               |
| 12 июля 2014        | Filmfare Awards South (Телугу) | Лучшая режиссура                  | Виджай Кумар Конда                          | Номинация           | [ 9 ]               |
| 12 июля 2014        | Filmfare Awards South (Телугу) | Лучшая мужская роль               | Нитин                                       | Номинация           | [ 9 ]               |
| 12 июля 2014        | Filmfare Awards South (Телугу) | Лучшая музыка к песне             | Ануп Рубенс                                 | Номинация           | [ 9 ]               |
| 13 сентября 2014    | SIIMA Awards (Телугу)          | Лучший фильм                      |                                             | Номинация           | [ 10 ] [ 11 ]       |
| 13 сентября 2014    | SIIMA Awards (Телугу)          | Лучшая режиссура                  | Виджай Кумар Конда                          | Номинация           | [ 10 ] [ 11 ]       |
| 13 сентября 2014    | SIIMA Awards (Телугу)          | Лучшая мужская роль               | Нитин                                       | Номинация           | [ 10 ] [ 11 ]       |
| 13 сентября 2014    | SIIMA Awards (Телугу)          | Лучшая женская роль               | Нитья Менон                                 | Номинация           | [ 10 ] [ 11 ]       |
| 13 сентября 2014    | SIIMA Awards (Телугу)          | Лучшая мужская роль второго плана | Мадхунандан                                 | Номинация           | [ 10 ] [ 11 ]       |
| 13 сентября 2014    | SIIMA Awards (Телугу)          | Лучшее исполнение комической роли | Джош Рави                                   | Номинация           | [ 10 ] [ 11 ]       |
| 13 сентября 2014    | SIIMA Awards (Телугу)          | Лучшая дебютная женская роль      | Иша Талвар                                  | Номинация           | [ 10 ] [ 11 ]       |
| 13 сентября 2014    | SIIMA Awards (Телугу)          | Лучшая музыка к песне             | Ануп Рубенс                                 | Номинация           | [ 10 ] [ 11 ]       |
| 13 сентября 2014    | SIIMA Awards (Телугу)          | Лучший мужской закадровый вокал   | Ануп Рубенс («Gunde Jaari Gallanthayyinde») | Номинация           | [ 10 ] [ 11 ]       |

## Ремейки
Благодаря коммерческому успеху фильм был переснят на трёх языках:
- 2015 — Khushi Khushiyagi на языке каннада с Ганеш и Амульей,
- 2015 — Bindass Romeo на языке ория,
- 2015 — Nungshi Feijei на языке манипури. Этот фильм стал первым ремейком, снятым на языке манипури.

Все ремейки имели коммерческий успех.